# Собянино
Собя́нино — упразднённый посёлок в Свердловской области, относившийся к городу областного подчинения Ивделю.

## География
Посёлок располагался в 32 километрах по прямой к северо-северо-востоку от Ивделя, на правом берегу реки Лозьвы, на 12 километров ниже по течению посёлка Шипичного и в 5 километрах выше по течению от посёлка Пристань.

## История
Посёлок впервые упоминается в 1930-х годах, хотя, возможно, возник раньше. Собянины — кержацкая фамилия, до революции представители рода Собяниных заселяли западные предгорья Урала, а после начала раскулачивания и коллективизации стали переселяться на восток от Уральского хребта, бежав в те районы, где ещё не была установлена советская власть (сейчас это территории Ивдельского муниципального округа Свердловской области и Берёзовского района ХМАО). Часто названия населённых пунктов присваивались в соответствии с фамилиями людей, их обживающих. Фамилия Собянин до сих пор распространена в этих краях.
28 мая 1943 года в результате разукрупнения Ивдельского сельсовета были образованы три новых сельсовета, в том числе Собянинский. В феврале — марте 1946 года Указами Президиума Верховного Совета РСФСР Ивдельский район был ликвидирован, а входящий в него Собянинский сельсовет был подчинён Ивдельскому горсовету. 29 мая 1958 года решением Свердловского облисполкома №351 Собянинский сельсовет преобразован в поселковый совет с центром в рабочем посёлке Северный. Посёлок Собянино был передан в административно-территориальное подчинение Северного поссовета.
Посёлок Собянино был упразднён на основании решения Свердловского облисполкома №1099 от 30 декабря 1976 года как прекративший существование в связи с отсутствием населения.

## Современность
В настоящее время на территории бывшего посёлка находится так называемое урочище Собянино, представляющее из себя покосы.